# Mont Moréh
Le mont Moréh (גבעת המורה) est une montagne située au nord-est de la vallée de Jezréel dont le point culminant s'élève à une hauteur de 517 m.

## Géographie
Le mont Moréh s'étend sur une surface de 10 km2. Il est principalement constitué de pierre calcaire de l'Éocène, et dans une moindre mesure de pierres volcaniques présentes surtout dans les dykes. Certains géologues pensent que la présence de la lave provient du mont Adjoul qui, à une hauteur de 332 m, est situé dans la partie nord du mont Moréh.
Sur les hauteurs de la partie Ouest du mont Moréh repose la tombe du prophète de l'Islam Nébi Dahi, de son vrai nom Nébi Dahi ibn Halifa el Kalbi, originaire de la péninsule Arabique et chef de tribu. La tradition locale rapporte que Nébi Dahi comptait parmi les guerriers de la garde proche de Mahomet. Tombé au combat dans les environs proches, c'est son chien qui traîne la dépouille de son maître jusqu'à l'emplacement actuel de sa tombe. Nébi Dahi fut par la suite enterré par ses disciples. Cette tradition est certainement liée au nom du prophète (Kalbi-« chien »). Le voyageur musulman El-Haravi de l'époque médiévale mentionne l'existence d'un lieu appelé El-Kalbi non loin du Mont Moréh, au Nord du mont Thabor.
Les habitants des villages arabes situés aux pieds du Mont Moréh sont originaires des régions situées à l'Est du Jourdain et se sont installés sur les lieux entre le XIIe et le XVIe siècle. Ils habitent les villages de Shounam, Naïm, Tamara, Naoura, Kafr-Matzer et Tayibe.
Sur les pans du mont Moréh, on retrouve quelques vestiges archéologiques de l'époque byzantine, dont un pressoir à huile, les restes de constructions agricoles, des réserves d'eau et de nombreux tessons.

## Toponymie
Son nom viendrait du nom donné aux premières pluies d'automne d'Israël, Yoré en hébreu (יורה). Le mont Moréh est mentionné pour la première fois dans la Bible au Livre de Joël (2/23), et au Livre des Juges (7/1). L'étymologie du lieu viendrait peut-être aussi du fait que sur ce mont les Sages avaient coutume d'y enseigner (Mont Moréh-mont du « Maître »). 
À partir de l'époque médiévale, commentateurs bibliques et voyageurs chrétiens surnomment l'endroit le Petit mont Hermon. D'après le témoignage d'un chercheur anglais de 1882, les habitants de Nazareth nomment le mont Moréh mont Hermoun. De l'époque médiévale, on trouve aussi l'appellation mont Eïn-Dor du nom de la source qui coule en contrebas.